# 西区 (仁川広域市)

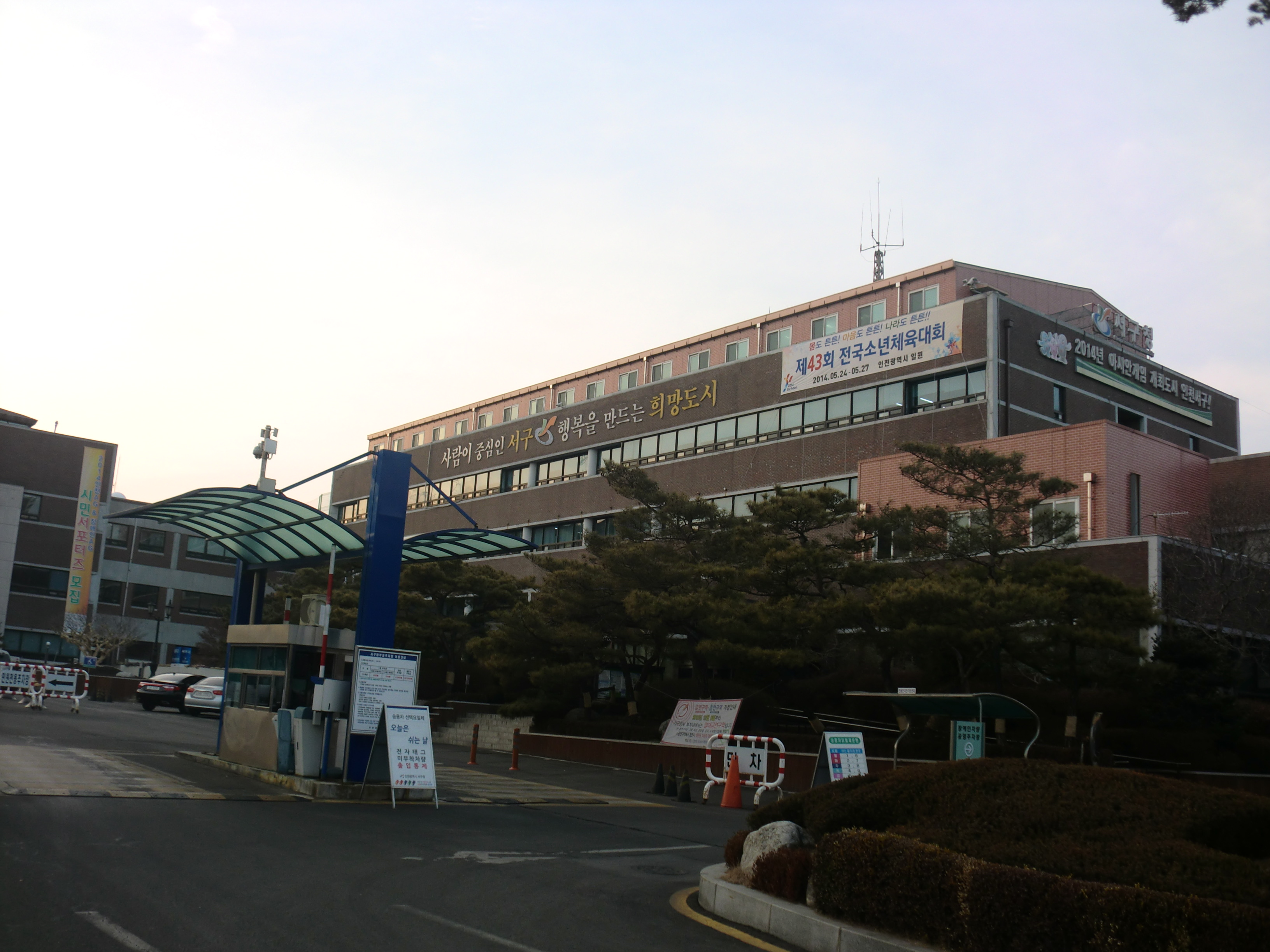
西区庁

西区（ソく）は、大韓民国仁川広域市の区。

## 歴史
- もともと富川郡西串面で1940年に仁川市の一部となり在来の地名を日本式に変えた。
- 1988年1月1日 – 北区黔岩洞・白石洞・始川洞・景西洞・連喜洞・公村洞・深谷洞・佳亭洞・新峴洞・石南洞・元倉洞・佳佐洞をもって設置。
- 1995年3月1日 – 京畿道金浦郡黔丹面を編入。
- 2026年7月1日（予定） - 京仁アラベッキル以北の地域（おおむね旧黔丹面）が黔丹区として分立[2]。

## 行政

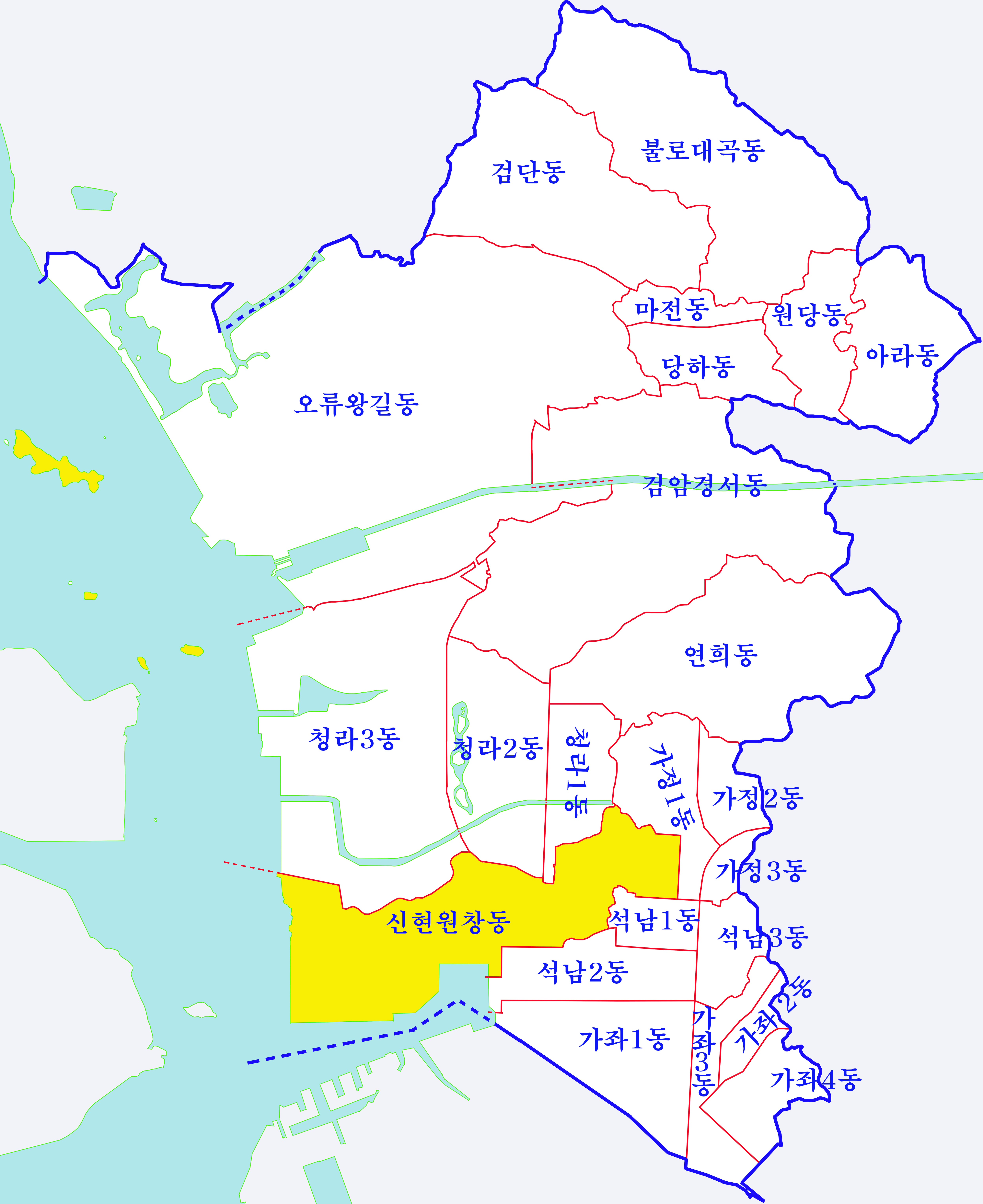
行政区域図

### 下部行政区画
23行政洞（21法定洞）からなる。
| 行政洞     | 法定洞                         |
| ---------- | ------------------------------ |
| 黔岩景西洞 | 始川洞、黔岩洞、景西洞、梧柳洞 |
| 連喜洞     | 公村洞、連喜洞、深谷洞         |
| 菁蘿1洞    | 菁蘿洞                         |
| 菁蘿2洞    | 菁蘿洞                         |
| 菁蘿3洞    | 菁蘿洞                         |
| 佳亭1洞    | 佳亭洞                         |
| 佳亭2洞    | 佳亭洞                         |
| 佳亭3洞    | 佳亭洞                         |
| 石南1洞    | 石南洞                         |
| 石南2洞    | 石南洞                         |
| 石南3洞    | 石南洞                         |
| 新峴元倉洞 | 新峴洞、元倉洞                 |
| 佳佐1洞    | 佳佐洞                         |
| 佳佐2洞    | 佳佐洞                         |
| 佳佐3洞    | 佳佐洞                         |
| 佳佐4洞    | 佳佐洞                         |
| 黔丹洞     | 麻田洞、金谷洞                 |
| 不老大谷洞 | 大谷洞、不老洞                 |
| 元堂洞     | 堂下洞、元堂洞                 |
| アラ洞     | 堂下洞、元堂洞                 |
| 堂下洞     | 白石洞、始川洞、麻田洞、堂下洞 |
| 麻田洞     | 麻田洞                         |
| 梧柳旺吉洞 | 梧柳洞、旺吉洞                 |

### 警察
- 仁川西部警察署

### 消防
- 仁川西部消防署

## 交通機関

### 鉄道
- 仁川国際空港鉄道
  - 黔岩駅 - 青羅国際都市駅
- 仁川都市鉄道
  - 1号線
    - 黔丹湖水公園駅 - 新黔丹中央駅 - アラ駅

  - 2号線
    - 黔丹梧柳駅 - 旺吉駅 - 黔丹サゴリ駅 - 麻田駅 - 完井駅 - 篤亭駅 - 黔岩駅 - 黔バウィ駅 - アシアード競技場駅 - 西区庁駅 - 佳亭駅 - 佳亭中央市場駅 - 石南駅 - 西部女性会館駅 - 仁川佳佐駅 - カジェウル駅 - 朱安国家産団駅

### 高速道路
- 京仁高速道路
  - 西仁川インターチェンジ
- 仁川国際空港高速道路
  - 北仁川インターチェンジ

### 国道
- 国道6号
- 国道77号

### その他の道路
- 仁川大路（朝鮮語版）
- 国家支援地方道84号線（朝鮮語版）
- 国家支援地方道98号線（朝鮮語版）
- 烽燧大路（朝鮮語版）
- 重峯大路
- 景明大路（朝鮮語版）
- 烽梧大路（朝鮮語版）
- 長ゴケ路（朝鮮語版）
- ドリム路（朝鮮語版）